# Aitern
Aitern  là một thị xã ở tây nam bang Baden-Württemberg, thuộc huyện Lörrach. Đô thị này có diện tích 9,21 km2, dân số cuối năm 2006 là 564 người. Huy hiệu được ban năm 1907.